# Cour-l’Évêque
Cour-l’Évêque település Franciaországban, Haute-Marne megyében. Lakosainak száma 148 fő (2022. január 1.). Cour-l’Évêque Richebourg, Arc-en-Barrois, Aubepierre-sur-Aube, Châteauvillain és Coupray községekkel határos.

## Népesség
A település népességének változása:
| Lakosok száma | 113  | 216  | 210  | 192  | 179  | 178  | 159  | 148  | 148  | 148  |
|               | 1968 | 1982 | 1990 | 2006 | 2013 | 2015 | 2017 | 2019 | 2020 | 2022 |